# Bertil Sollevi
Bertil David Sollevi, född 15 februari 1956 i Malmö, är en svensk före detta tyngdlyftare. Han deltog i Olympiska spelen 1980 och 1984 i vilka han slutade på en total 7:e respektive 11:e plats.
Sollevi är bosatt i Malmö och arbetar som logistikansvarig för skolor som tillfälligt bytt lokaler inom Malmö stad.